# Линия (Саудовская Аравия)
Линия (араб. ذا لاين‎) — строящийся город в рамках проекта Неом на северо-западе Саудовской Аравии в административном округе Табук. По первоначальному проекту основой города должно было стать мегаздание 170 километров в длину, 200 метров в ширину и 500 метров в высоту.

## Описание первоначального проекта

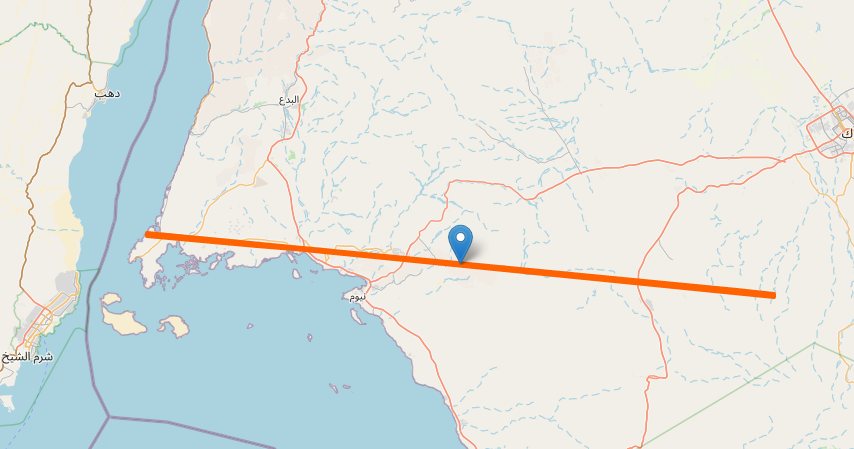
Положение «Линии» на карте

В проекте заявлено использование новой концепции, «безгравитационный урбанизм», означающей трёхмерное расположение инфраструктурных объектов города (таких как парки, школы, магазины, помещения для проживания и работы), один слой над другим, что должно обеспечивать пятиминутную шаговую доступность всех ежедневных потребностей.
«Линия» станет первой постройкой города Неом из проекта Saudi Vision 2030, который должен привести к созданию 380 000 рабочих мест и увеличению ВВП страны на 48 миллиардов долларов.
Город должен стать умным, линейным и самым экологичным в мире: в нём не должно быть автомобилей, и выбросов углекислого газа. 
В 2024 году сообщалось, что проект радикально был уменьшен на 98%, и в итоге здание будет иметь длину всего лишь 2,4 километра. Позднее глава Министерства экономики и планирования Саудовской Аравии опроверг информацию о сокращении масштабов проекта. В октябре 2024 года было заявлено, что 5-километровый участок города планируется открыть в 2030 году, а завершение 170-километрового проекта отложено до 2045 года.

## Критика
Проект с самого начала подвергался критике различных учёных и урбанистов. Помимо множества технических вопросов, одна из серьёзных концептуальных проблем заключается в самопротиворечивости концепции: идея города-линии, растянутого вдоль центральной магистрали подразумевает равномерное распределение центров занятости населения. В противном случае, поток людей неизбежно будет стремиться всего к нескольким локациям на Линии, что вызовет транспортные проблемы. Однако каким образом в Линии собираются равномерно распределить производства, жильё и офисные пространства, остаётся непонятным.
В проекте Линии упомянут отдельный промышленный кластер, однако он всего один, потому неизбежна концентрация логистических потоков по направлению к этому кластеру, что, учитывая лишь одну транспортную линию, вероятно приведёт к неравномерной нагрузке транспортной линии.
Застройка «Линии» ограничена 34 квадратными километрами, что гораздо меньше, чем площадь большинства мегаполисов. По логике авторов, это должно уменьшить воздействие мегаполиса на окружающую среду. Однако экологичность «Линии», как и других объектов Neom, — едва ли не самая слабая и критикуемая часть проекта. По сути, «Линия» — это 170-километровая сплошная стена без каких-либо зазоров: небоскрёб будут возводить поэтапно, блок за блоком, пока он не разделит пустыню пополам. И это станет серьёзной преградой для сухопутных животных.
В проекте многократно подчёркивается, что «Линия» — город с нулевыми выбросами. Пресную воду намереваются проводить сюда из Красного моря через опреснительные установки. При этом, как пишет «Би-би-си», сейчас около половины пресной воды в Саудовской Аравии производится на установках, которые работают на ископаемом топливе, — выбросы от них попадают обратно в море и вредят экосистеме.

## Строительство

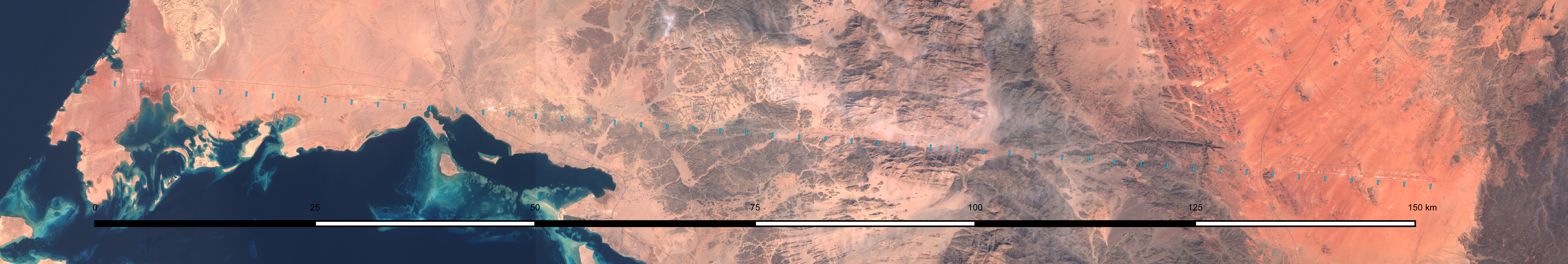
Космический снимок земляных работ 17.10.2022

- Линия будет состоять из 135 связанных сообществ, называемых модулями. Каждый модуль имеет размеры 800 метров в длину и 500 метров в высоту[17].

- По состоянию на октябрь 2022 года начались земляные работы на протяжении всех 170 километров[18].

- По состоянию на март 2023 года на Линии идут свайные работы, всего было забито более 4500 свай, достигнув пика продуктивности в 60 свай в день на 43 модуле. За каждую неделю строительства используется около 1 миллиона кубометров земли[19].